# Юфола (Алабама)
Юфо́ла (англ. Eufaula) — крупнейший город округа Барбор, штат Алабама. Население по переписи 2020 года — 12 882 человека.

## География
Находится в 145 км к юго-востоку от административного центра штата, города Монтгомери. По данным Бюро переписи США, общая площадь города равняется 190,3 км², из которых 154,14 км² составляет суша и 36,16 км² — водные объекты (19 %). Расположен на пересечении автомагистралей  и , недалеко от границы со штатом Джорджия. К востоку от города протекает река Чаттахучи.

## История
Земля вдоль реки Чаттахучи, где ныне расположен город, принадлежала трём племенам криков, включая юфолов. В 1820-х годах являлась частью индейской территории и предположительно была закрыта для белого населения. К 1827 году насчитывалось достаточное количество случаев незаконного поселения и крики были вынуждены обратиться к федеральному правительству за защитой. В июле того же года федеральные войска были направлены в данный регион, чтобы изгнать поселенцев. Столкновения стали известны как «война захватчиков».
В 1826 году крики подписали Вашингтонский договор, уступив бо́льшую часть своих земель в Джорджии и восточной Алабаме Соединённым Штатам, однако его исполнение не было реализовано вплоть до конца 1820-х годов. Куссетский договор 1832 года, по которому крики обязались уступить США все земли к востоку от реки Миссисипи, позволил белым поселенцам законно выкупать землю у местного населения. К 1835 году земля, на которой расположен современный город Юфола, была выкуплена белыми поселенцами. На ней располагался магазин, частично принадлежавший Уильяму Ирвину, в честь которого новое поселение получило название Ирвинтон.
К середине 1830-х годов центр города был полностью застроен, бо́льшая его часть в настоящее время образует исторический район Сет-Лор и Ирвинтон. В 1842 или 1843 Ирвинтон был переименован в Юфолу, предположительно, чтобы положить конец почтовой путанице, возникшей из-за идентичности названия с городом Ирвинтон, штат Джорджия. В 1857 году была совершена официальная перерегистрация.
К концу 1850-х годов выгодное географическое расположение Юфолы сделало его крупным логистическим центром, из которого грузы отправлялись в порт Апалачикола, а оттуда на крупные мировые рынки, такие как Ливерпуль и Нью-Йорк. Планировалось строительство железной дороги Монтгомери—Юфола. 
К ноябрю 1859 года железнодорожная компания приобрела рабов на сумму 150 000 долларов. Укладка рельсового полотна началась в январе 1860 года. К 1861 году, когда стало ясно, что гражданская война в США неизбежна, работы были приостановлены, а рабочие были переориентированы на прокладку пути между Монтгомери и Пенсаколой, чтобы облегчить передвижение войск Конфедерации из региона Мексиканского залива. Работы на железной дороге были возобновлены после войны, и в октябре 1871 года рабочие достигли городской черты Юфолы.

### Гражданская война в Юфоле
11 января 1861 года Алабама отделилась от США. К концу месяца в Юфоле был разбит военный лагерь с солдатами, готовыми при необходимости перебраться в Форт-Пикенс или в другое место при начале военных действий. В конечном счёте шесть рот армии Конфедеративных Штатов обосновались в Юфоле и округе Барбор. Одну из них составляли зуавы, имевшие собственную форму и боевой порядок по образцу французских подразделений.
Во время конфликта в расположении армии находился военный госпиталь в Юфоле. Стратегическое положение города на реке Чаттахучи подразумевало важность его военно-морской составляющей. В период войны в городе был построен по крайней мере один броненосный корабль. К апрелю 1865 года армия Союза оккупировала Селму. Впоследствии были составлены планы по перемещению правительства штата в Юфолу, если Монтгомери падет перед федеральными войсками.
12 апреля административный центр штата был захвачен, а губернатор Томас Уоттс вместе с другими должностными лицами бежал в Юфолу, основав то, что газета New York Daily Tribune назвала «беглой резиденцией правительства Алабамы». 29 апреля 1865 года генерал Союза Бенджамин Грирсон достиг Клейтона. Мэр города и некоторые члены совета поехали в Клейтон, чтобы сопроводить Грирсона в Юфолу, тем самым обеспечив мирный переход города под федеральный контроль.
Предполагается, что в Юфоле произошло последнее сражение Гражданской войны. 19 мая 1865 года у моста Хобди конфедераты атаковали отряд из 44 человек из рот C и F 1-го Флоридского кавалерийского полка Союза, в результате чего один солдат был убит и трое ранены.
К маю 1865 года газета Daily Intelligencer сообщила, что 10 000 солдат Союза заняли Юфолу. Сразу после оккупации произошел продовольственный бунт и «попытка незаконного распределения общественных запасов». К концу мая атмосфера в городе наладилась настолько, что агент почтового отделения смог доставить корреспонденцию из Провиденса в город, минуя Мейкон. При этом ни один из двадцати пяти вооруженных охранников не был задействован.

### Реконструкция
К августу 1865 года поставки хлопка из Юфолы снова увеличились, в основном в обмен на товары домашнего обихода, которые прибывали на кораблях во всё возрастающих количествах. Однако количество отгружаемого хлопка было далеко от довоенного уровня, а суда, направлявшиеся в Апалачиколу, были меньшей вместимости. В ноябре 1865 года федеральный гарнизон, оккупировавший Юфолу, был заменён двумя ротами 8-го добровольческого пехотного полка Айовы, командир которого Джон Белл заверил граждан, что им «не будут мешать заниматься законными делами».
В марте 1867 года Конгресс США принял первый из четырёх законов, касательно южных штатов, что положило начало периоду реконструкции. Алабама, а следовательно, и Юфола, была передана в состав третьего военного округа под командованием генерала Джона Поупа. К моменту проведения первых выборов при новом режиме, в октябре 1867 года, в округе Барбор насчитывалось около 5000 зарегистрированных избирателей, в том числе около 1500 белых и 3500 чернокожих.
В марте 1870 года состоялись муниципальные выборы, по результатам которых белые кандидаты выиграли практически все должности, за исключением двух из четырёх мест в приходе, где преимущество осталось за афроамериканцами Вашингтоном Берком и Мелвином Паттерсоном. 
Избирательная комиссия не признала победу Берка и Паттерсона из-за массовых фальсификации и заменила их белыми американцами Р. А. Соло и Т. Э. Морганом. На тех же выборах радикальный кандидат от Республиканской партии Кейлс занял пост судьи городского суда. Согласно Mobile Register, «избрание Кейлса спровоцировало разногласия между социальными группами. Негры устроили шумные демонстрации, маршируя из пригорода с дудкой и барабаном».
3 ноября 1874 года члены Белой лиги спровоцировали Предвыборный бунт, убив по меньшей мере семь чернокожих республиканцев, расстреляв порядка 70 человек и помешав более 1000 жителей проголосовать. Они сфальсифицировали голосование, избрав белых кандидатов и исключив голоса, поданные чернокожими. Федеральные чиновники попытались привлечь членов белой мафии к ответственности, однако полиция осудила действия свидетеля, донёсшего информацию. К 1876 году, когда эра реконструкции завершилась, в городе насчитывалось всего десять чернокожих избирателей по сравнению с 1200 в феврале 1874 года.
К 1866 году возникло движение чернокожих баптистов за отделение от белых церквей и создание собственных конгрегаций. Они обратились за разрешением в мае 1866 года. Согласие было получено, и после переговоров им было разрешено приобрести старое здание церкви для размещения своей собственной паствы. Эта община легла в основу Ассоциации Юфолы, одной из двух организаций чернокожих баптистов, созданных в Алабаме до основания государственной ассоциации чернокожих баптистских церквей в 1868 году. К 1869 году было выкуплено место под строительство первой баптистской церкви в Юфоле. Было собрано порядка 16 000 долларов из необходимых $25 000.

### Движение за гражданские права
В течение ряда лет после решения Верховного суда США 1954 года «Браун против Совета по образованию», которое отменило решение «Плесси против Фергюсона», объявив расовую сегрегацию в государственных школах неконституционной, школы в Юфоле остались неинтегрированными. В 1955 году жилищное управление города прибегло к политике экспроприации земель чернокожего населения для строительства государственного жилья, парка и расширения средней школы для белых. Сами же жители территории полагали, что мотивом властей на самом деле являлось недопущение их детей в недавно построенную среднюю школу.
В 1958 году адвокаты по гражданским правам Фред Грей и Констанс Бейкер Мотли подали иск в окружной суд заявив, что данный план нарушает конституционные права их клиентов. Иск был отклонён, однако Грей подал апелляцию в окружной суд Алабамы, где дело рассматривал тогдашний судья Джордж Уоллес. Как и прежде, Грей утверждал, что, поскольку новая застройка позволит проживать только представителям белого населения, город нарушает гражданские права афроамериканцев. Несмотря на то, что апелляция не увенчалась успехом, Грей сумел обжаловать оценку имущества своих клиентов, данную городскими властями, в сторону увеличения.
После принятия Закона об избирательных правах 1965 года Министерство юстиции США направило федеральных наблюдателей в 24 южных округа для обеспечения соблюдения его положений, касающихся регистрации избирателей на осенних выборах 1965 года. Во многих из этих округов наблюдался значительный рост регистрации чернокожих, но в Юфоле, не имевшем федерального надзора, показатели были сравнительно низкими. Например, 16 августа 1965 года 600 чернокожих граждан стояли в очереди в здание окружного суда, чтобы зарегистрироваться, но к моменту закрытия офиса только 265 человек успели заполнить документы.
В 1966 году Студенческий координационный комитет ненасильственных действий отреагировал на события прошлых лет, назначив уроженца города Дэдди Боуна ответственным за организацию кампаний по регистрации избирателей в Юфоле. Боун инициировал серию ненасильственных протестов и бойкотов местных магазинов, которые отказывались нанимать чернокожих. Городские власти под давлением со стороны бизнесменов приняли законы против пикетирования и начали массово арестовывать демонстрантов за их нарушение. Боун привлек адвоката по гражданским правам Соломона Сиэя, чтобы обеспечить юридическую защиту протестующих, которые в большинстве своём были осуждены.
В июле 1968 года Министерство юстиции США подало иск против 76 школьных округов Алабамы, включая Юфолу, в попытке привести их в соответствие с законом «Браун против Совета по образованию».
Школы города оставались разделёнными по расовому признаку до осени 1966 года. После начала интеграции школы перестали спонсировать общественные мероприятия, такие как выпускные вечера. К 1990 году учащиеся средней школы Юфолы начали оказывать давление на школьных чиновников, чтобы те разрешили им проводить совместные выпускные. Первый же был проведен в 1991 году без инцидентов.

### Современные события
В 1963 году Корпус инженеров Армии США создал озеро Уолтера Ф. Джорджа (озеро Юфолы).
В начале 1960-х годов Береговая охрана США создала в Юфоле группу помощи в навигации, которая действует и по сей день, обслуживая города от Колумбуса, штат Джорджия, до Апалачиколы, штат Флорида, и реку Флинт.
В 1964 году на берегу озера Уолтера Джорджа был создан Национальный заповедник дикой природы Юфолы для защиты исчезающих и находящихся под угрозой исчезновения видов, таких как американский белоголовый орлан, американский аллигатор, американский клювач и сапсан.
3 марта 2019 года и 31 марта 2020 года в городе был зарегистрирован торнадо. Сообщений о погибших или раненых не поступало.
Мэр Джек Тиббс-младший переизбрался на свой третий срок в 2020 году.

## Население
По переписи населения 2020 года в городе проживало 12 882 жителя. Плотность населения — 83,57 чел. на один квадратный километр. Расовый состав населения: чёрные или афроамериканцы — 46,89 %, белые — 43,76 %, испаноязычные или латиноамериканцы — 5,92 % и представители других рас — 3,43 %.

## Экономика
Экономическая составляющая Юфолы сочетает в себе туризм, лёгкую и тяжёлую промышленность, сферу услуг и сельское хозяйство. Основными сельскохозяйственными культурами региона являются арахис и хлопок, разводится крупный рогатый скот. Особую нишу в экономике занимает деревообрабатывающая промышленность.
По данным переписи 2020 года, средний годичный доход домохозяйства составляет 34 713 долларов, что на 0,8 % ниже среднего уровня по округу и на 33,3 % ниже среднего по штату. Доля населения, находящегося за чертой бедности, — 31,9 %.

## Образование
Школьная система города контролирует три начальные и две средние школы. Кроме того, функционируют две частные школы. Возможности для получения высшего образования предоставляются кампусом Sparks общественного колледжа Джорджа Уоллеса и Центром передовых электронных технологий Бевилла.

## Культура и достопримечательности

### Историческое наследие
Некоторые здания города занесены в Национальный реестр исторических мест.
- Особняк Шортер[англ.] построен в 1884 году Эли Шортером[англ.] и признан Национальным фондом сохранения памятников истории[англ.]. На нижнем этаже часто проводятся приёмы и мероприятия, в то время как второй этаж служит музеем, экспозиции которого посвящены шести губернаторам Алабамы, жизненный путь которых был непосредственно связан с округом Барбор, а также адмиралу Томасу Муреру[англ.], бывшему председателю Объединённого комитета начальников штабов[59][60]
- Первая баптистская церковь в Юфоле[англ.]
- Первая объединённая методистская церковь в Юфоле[англ.]
- Район Сет-Лор и Ирвинтон[англ.], насчитывающий 667 объектов, является вторым по величине историческим районом в Алабаме[61]
- Фендалл-холл[англ.], построенный в 1856—1860 годах, представляет собой дом-музей в итальянском стиле, в настоящее время принадлежащий Исторической комиссии Алабамы[англ.][62][63]
- Центр Джеймса Кларка (Юфола) — находятся экспозиции, посвящённые местной истории[64][65]

### Памятники природы
- Государственный парк Лэйк-Пойнт[англ.][64][66]
- Национальный заповедник дикой природы Юфолы[англ.] (белоголовые орланы, американские аллигаторы, рыси и сапсаны)[67]
- Тропа «Йохоло-Микко-Рейл-Трейл»[64][68]

### Спорт
В 1952—1953 годах город представляла бейсбольная команда из низшей лиги «Юфола Миллерс».

### Появления в кинематографе
В фильме «Стильная штучка» (2002) исторические здания, показанные при возвращении Мелани (Риз Уизерспун) в Алабаму, были сняты в Юфоле.

## Известные уроженцы
- Чарльз Макдауэлл[англ.] (1871—1943) — исполняющий обязанности губернатора Алабамы (1924)
- Чонси Спаркс[англ.] (1884—1968) — губернатор Алабамы (1943—1947)
- Эдвин Уотсон (1883—1945) — старший военный помощник Франклина Рузвельта

## Галерея

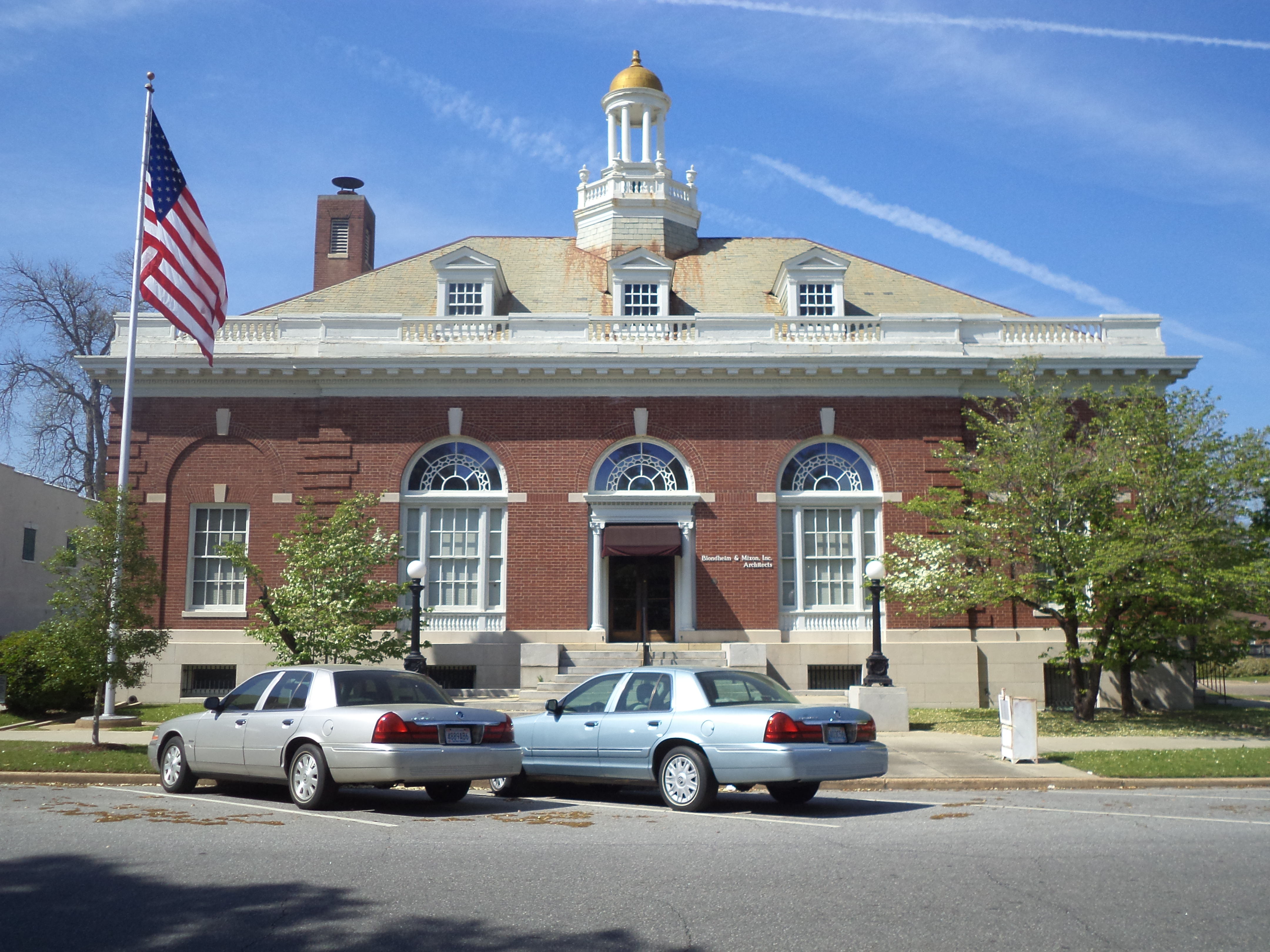
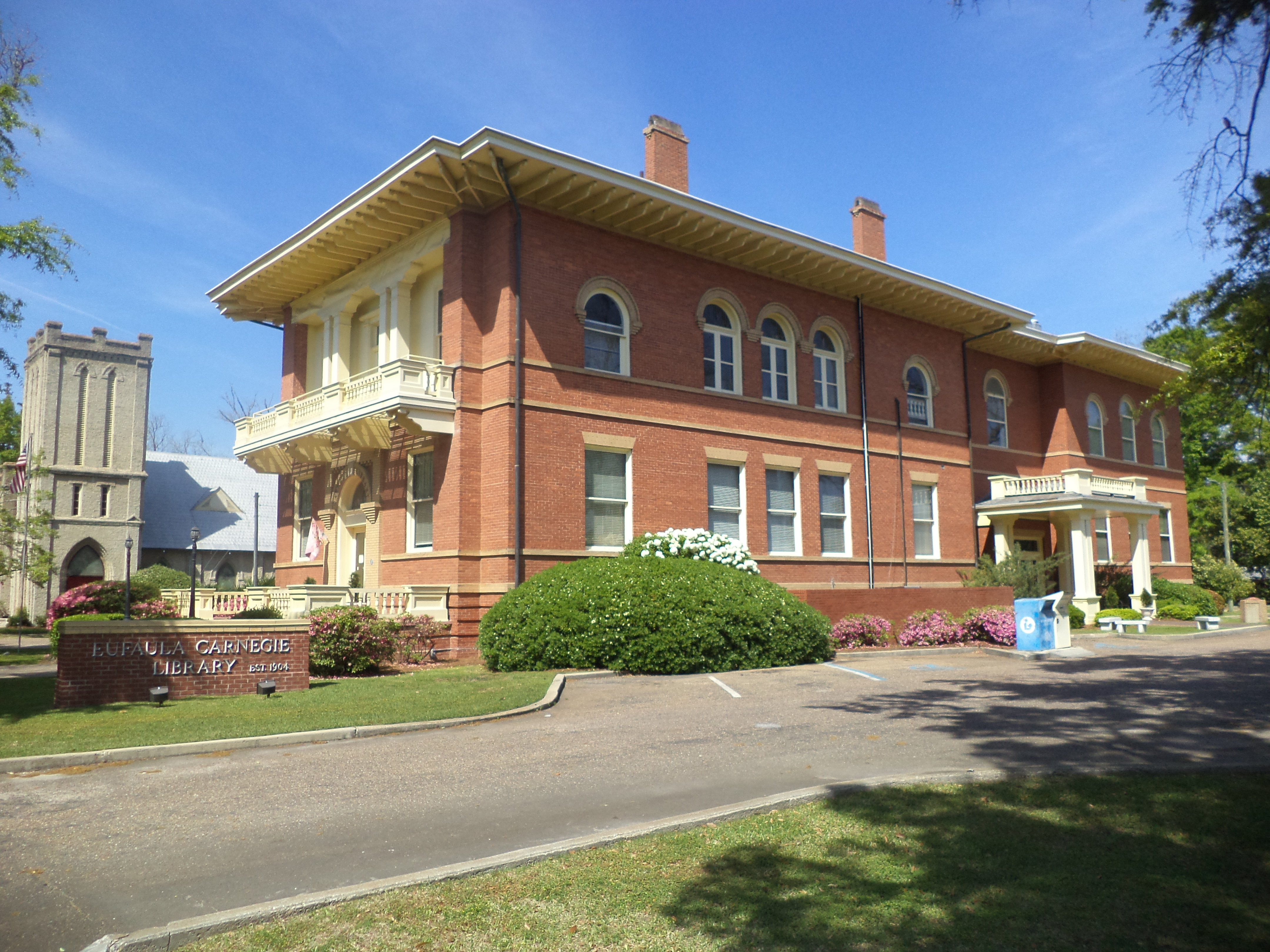
Библиотека Карнеги
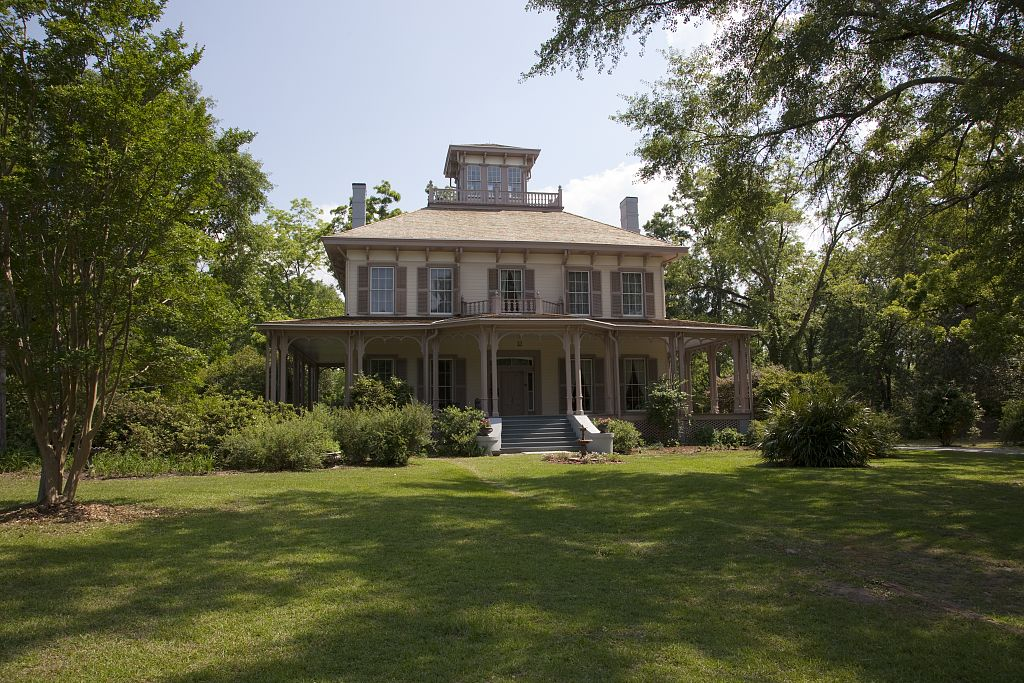
Фендалл-холл
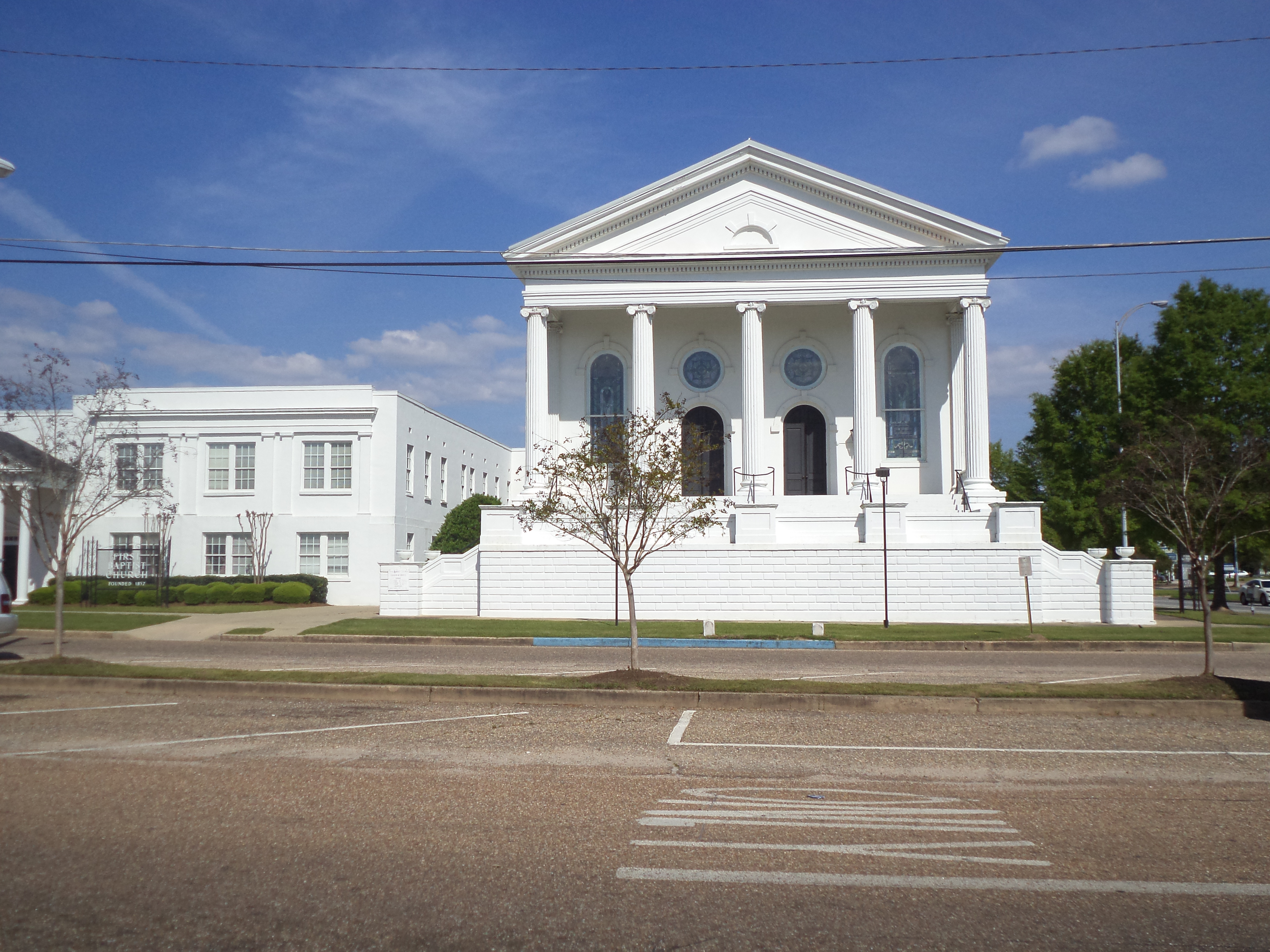
Баптистская церковь
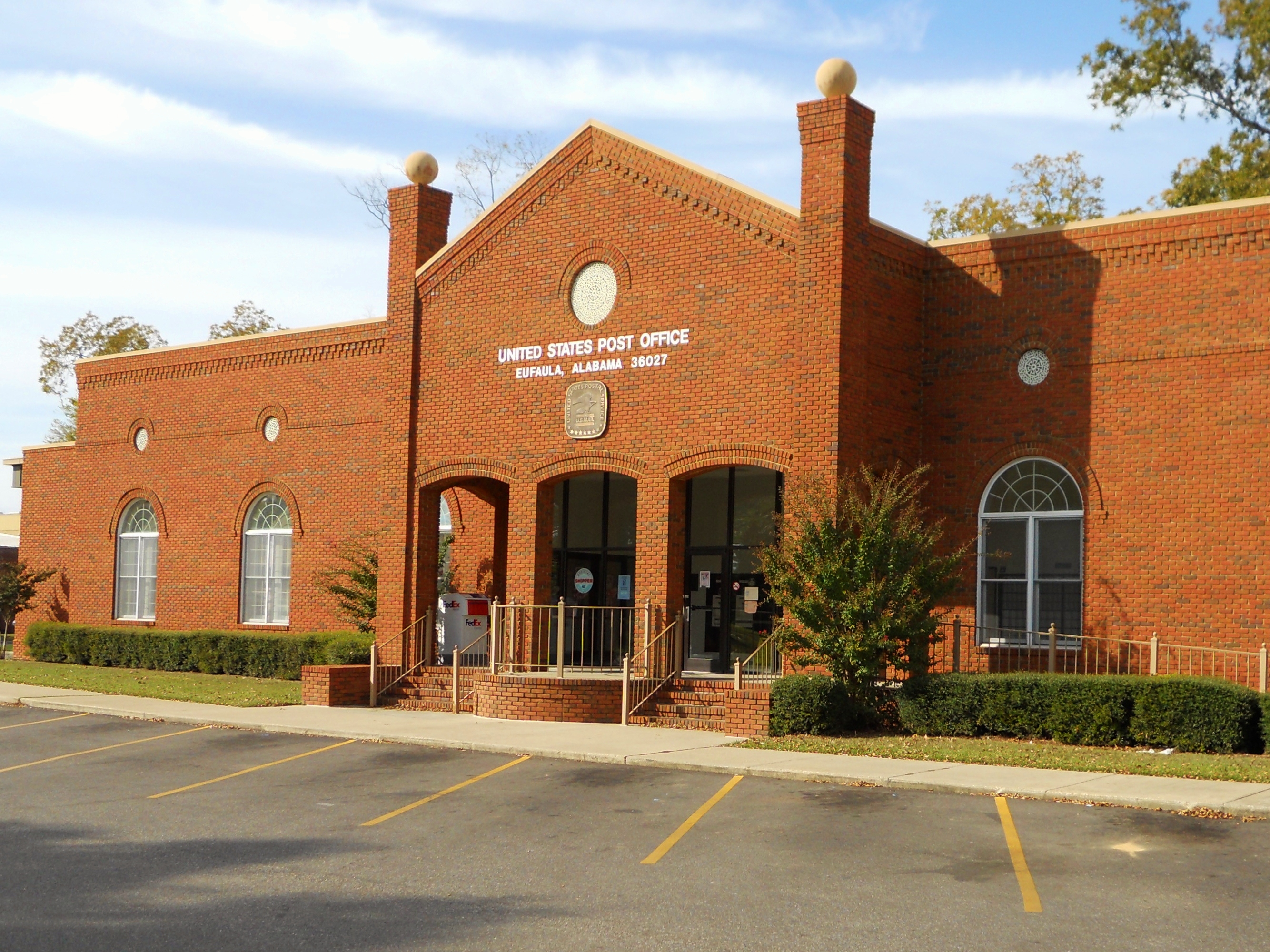
Почтовое отделение
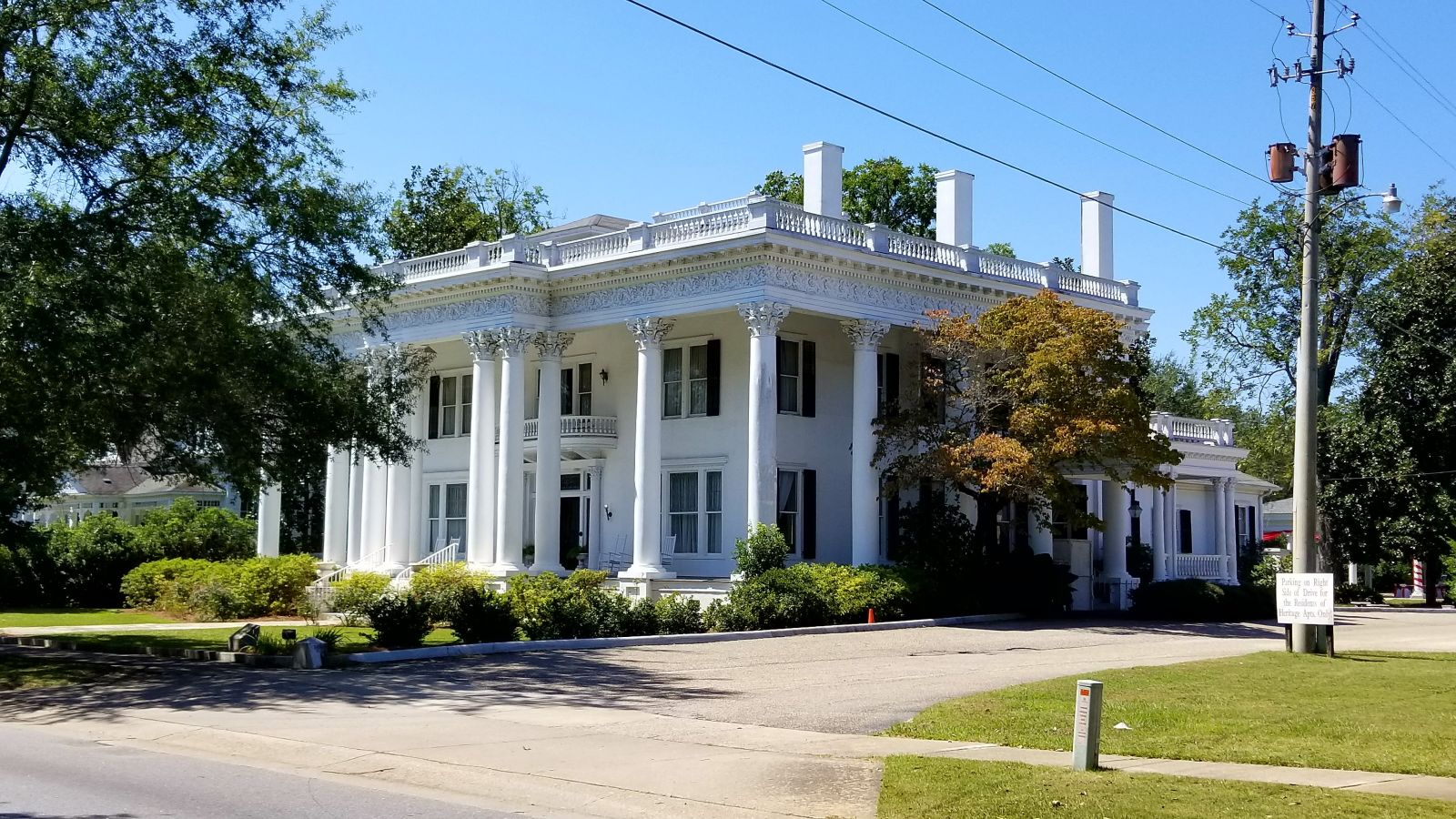
Особняк Шортер
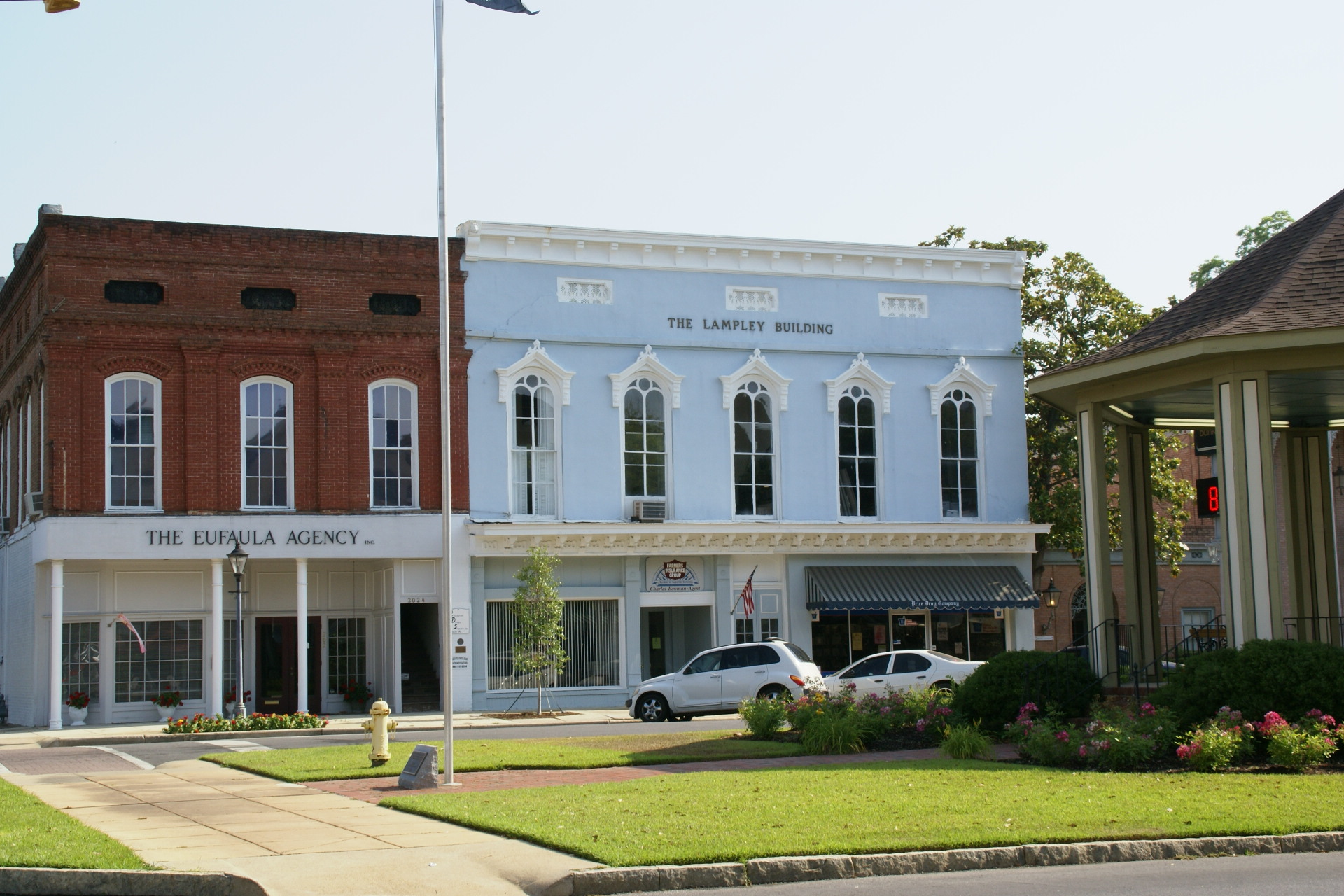